# Phaea brevicornis
Phaea brevicornis là một loài bọ cánh cứng trong họ Cerambycidae.